# John Michael Johnson
John Michael Johnson est un boxeur américain né le 23 juin 1968 à San Antonio, Texas.

## Biographie
Passé dans les rangs professionnels en 1986, il devient champion des États-Unis des poids super-mouches en 1991 puis champion du monde des poids coqs WBA le 22 avril 1994 après sa victoire par arrêt de l'arbitre au 11e round contre Junior Jones. Johnson est en revanche battu dès le combat suivant par Daorung Chuvatana le 16 juillet 1994 ainsi que par Lehlohonolo Ledwaba pour le gain du titre vacant IBF des poids super-coqs en 1999. Il met un terme à sa carrière une première fois en 2002 puis de façon définitive en 2014 après deux nouveaux combats sur un bilan de 31 victoires et 10 défaites.

## Référence
1. ↑  (en) 1994-07-17 Daorung Chuwatana w rsc 1 John Michael Johnson, Municipal Stadium, Uttaradit, Thailand - WBA (boxrec.com)